# Ungdomsskolen
|  | Denne artikel er oprettet af botten Steenthbot ud fra en ekstern database. Den kan derfor have sproglige fejl eller mangler. Denne skabelon kan fjernes efter kontrol af indholdet. |

Ungdomsskolen er en dansk dokumentarfilm fra 1972 instrueret af Henning Ebbesen, Poul Foersom og Bent Vedsø.

## Handling
Ungdomsskolen, med dens mangfoldige aktiviteter, er samfundets tilbud til de 14-18-årige. Her har de mulighed for at modnes og dygtiggøre sig - og for blot at være sammen i et fællesskab med jævnaldrende.